# Erwein von der Leyen (1863–1938)

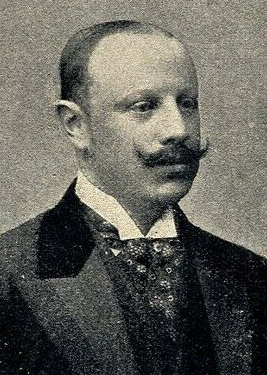
Fürst Erwein II. von der Leyen, Photographie um 1900

Erwein (II.) Theodor Philipp Damian (der jüngere) Fürst von der Leyen und zu Hohengeroldseck, Herr zu Waal und Unterdiessen (* 31. März 1863 in München; † 18. September 1938 in Waal) war der vierte Fürst von der Leyen, Gutsbesitzer im bayerischen Schwaben und deutscher Standesherr.

## Abstammung
Erwein II. war der Sohn des Fürsten Philipp (II.) von der Leyen (* 1819; † 1882) und dessen Gemahlin Adelheid geborene Prinzessin von Thurn und Taxis (* 1829; † 1888). Er gehörte der römisch-katholischen Kirche an.

## Leben
Von seinem Vater erbte er 1882 den Fürstentitel sowie das damit seit 1820 verknüpfte Schloss und Gut am Standort Waal, außerdem den ständigen Sitz in der Ersten Kammer der Badischen Ständeversammlung. Als Fürst stand ihm das Adelsprädikat Durchlaucht (S.D.) zu.  Der Sitz des Fürsten in der badischen Ersten Kammer beruhte auf dem 1815 mediatisierten Fürstentum von der Leyen, welches 1806 auf dem Territorium der Grafschaft Hohengeroldseck errichtet und gemäß einer Vereinbarung auf dem Aachener Kongress am 4. Oktober 1819 vom Kaisertum Österreich an das Großherzogtum Baden abgetreten worden war.
In den Sitzungen der badischen Ersten Kammer in Karlsruhe war er zunächst nicht persönlich anwesend und ließ sich meist vertreten. Ab 1887 nahm er sporadisch an den Sitzungen teil, und seit 1897 bis zum Ende der Monarchie 1918 mit relativer Regelmäßigkeit. Darüber hinaus war er als Vorstandsmitglied des Bayerischen Grundbesitzerverbandes und als Präsident des Vereins deutscher Standesherren politisch aktiv. Zudem engagierte er sich in der deutschen Anti-Duell-Liga.
Erwein von der Leyen gründete das von dem Fürstenhaus von der Leyen in Waal seither betriebene Sägewerk, aus dem die Holzwerke Waal hervorgingen.

## Nachkommen
Fürst Erwein heiratete am 22. Mai 1890 auf Schloss Dyck Marie Charlotte Prinzessin und Altgräfin zu Salm-Reifferscheidt-Krautheim und Dyck (* 17. April 1867 in Herrschberg; † 4. April 1944 in Waal).
Aus der Ehe gingen sechs Kinder hervor, von denen jedoch nur zwei Söhne und drei Töchter das Erwachsenenalter erreichten.
- Marie Christine Adelheid Josepha Ignatia (* 29. März 1892 in Waal; † 9. Februar 1964 in München) ⚭ 8. Februar 1920 in Waal: Hans Dietrich Freiherr von Freyberg-Schütz zu Holzhausen (* 24. Januar 1886 in Unterknöringen; † 27. September 1965 in München)
- Marie Adelheid Eugenie Rosa Josepha Gabriele (* 26. April 1893 in Waal; † 17. Juli 1975 in Waal)
- Erwein (III.) Otto Philipp Leopold Franz Joseph Ignatius Prinz, seit 1938 Fürst von der Leyen und zu Hohengeroldseck (* 31. August 1894 in Waal; † 13. Februar 1970 in Rom) ⚭ 10. Januar 1924 in Rom: Donna Maria Nives Ruffo dei Principi della Scaletta (* 16. August 1898 in Rom; † 6. August 1971 in Rom)
- Marie Gabriele Rosa Verena Blanche Josepha Franziska (* 4. November 1895; † 30. März 1971 in Waal)
- Ferdinand Maria Erwein Harthard Antonius Michael Joseph Prinz von der Leyen und zu Hohengeroldseck (* 5. Mai 1898 in Waal; † 9. September 1971 in München)

Mit den Söhnen Erwein III. (1894–1970), der seit 1938 den Fürstentitel seines Vaters weiterführte, und Ferdinand (1898–1971), welcher den Fürstentitel auch nach dem Tod seines älteren Bruders nicht annahm, ist das Haus von der Leyen 1971 im Mannesstamm erloschen.

## Ehrungen
- 1906 Großkreuz des Ordens vom Zähringer Löwen